# ریک گرین (بازیکن فوتبال)
ریک گرین (انگلیسی: Rick Green؛ زادهٔ ۲۳ نوامبر ۱۹۵۲) بازیکن فوتبال است.
از باشگاه‌هایی که در آن بازی کرده‌است می‌توان به باشگاه فوتبال اسکانتورپ یونایتد اشاره کرد.